# Пилипенко, Ярина Ульяновна
Ярина (Ирина) Ульяновна Пилипенко (укр. Ярина (Ірина) Улянівна Пилипенко, 1893, Бекетовка — 1979) — украинская художница и вышивальщица, мастер петриковской росписи, одна из самых известных мастеров этого направления в начале XX века. Участница республиканский выставок с 1935 года, международных — с 1968 года. Значительная коллекция произведений художницы хранится в Музее украинского народного декоративного искусства.